# Elecciones presidenciales de Timor Oriental de 2007

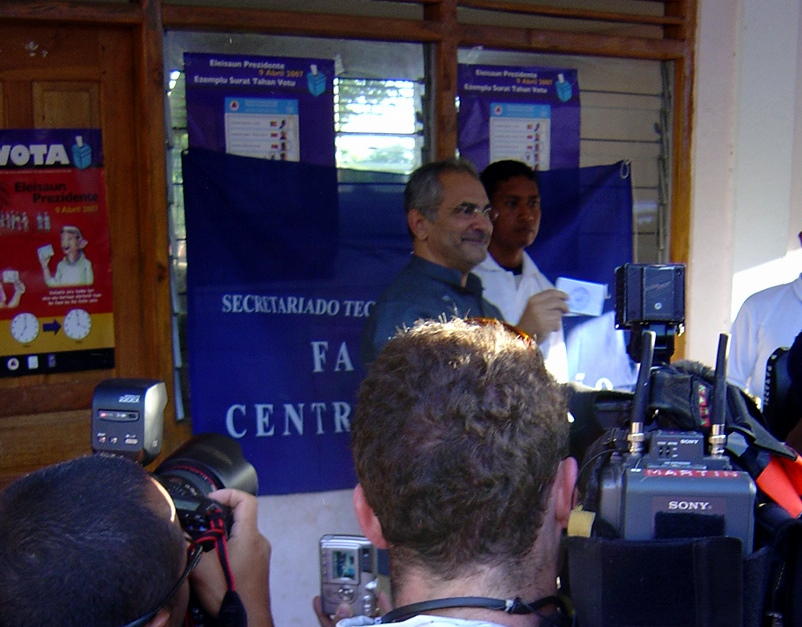
José Ramos-Horta

Las elecciones presidenciales de Timor Oriental de 2007 tuvieron lugar el 9 de abril con la votación de la primera vuelta y el 9 de mayo para la segunda vuelta. En esa última votación José Ramos-Horta, que ocupaba el puesto de Primer ministro de Timor Oriental, ganó las elecciones al obtener el 69,18% de los votos por el 30,82% de Francisco Guterres. Poco después de estas elecciones se celebraron las elecciones legislativas que significaron una nueva derrota para el partido de Guterres, el Fretilin y facilitaron la formación de gobierno por parte de Ramos-Horta.

## Antecedentes
Timor Oriental se independizó de Indonesia en 1999, en una situación de violencia generalizada. Tres años después celebró sus primeras elecciones presidenciales. En ellas, el líder independentista Xanana Gusmão venció por amplia mayoría, con más del 85% de los votos, muy por delante de Francisco Xavier do Amaral. El año anterior el Fretilin, partido que presidió Xavier do Amaral, consiguió una gran mayoría en las elecciones parlamentarias, lo que obligó al presidente a contar con un Primer ministro de ese partido. En 2006 el país sufrió una grave crisis propiciada por el enfrentamiento entre Gusmão y su Primer ministro, Mari Alkatiri. La crisis, tras una intervención de fuerzas de la ONU, se solucionó con la dimisión de Alkatiri, pero la estabilidad del país siguió siendo problemática por el colapso de su sistema de seguridad que tuvo que ser apoyado por una misión permanente de la ONU.

## Sistema electoral
El presidente es elegido por sufragio universal y debe superar el 50% de los votos. Si nadie supera esa cantidad en la primera vuelta, se celebra una segunda entre los dos candidatos más votados. El mandato del presidente dura cinco años. El número de votantes registrados para estas elecciones fue de 524.073 personas sobre una población total de 1.084.971. El proceso electoral es controlado por la Comisión Nacional Electoral además de contar con la vigilancia de observadores nacionales e internacionales.

## Candidatos
Para la primera vuelta se presentaron ocho candidatos. Las elecciones las convocó el presidente Xanana Gusmão el 2 de febrero. A lo largo de ese mes se presentaron los distintos candidatos. El presidente saliente decidió no presentarse de nuevo y apoyó a su Primer ministro, José Ramos-Horta, ganador de un Premio Nobel. El principal partido en el Parlamento, el Fretilin presentó como candidato a Francisco Guterres, Lu-Olo, presidente del Parlamento y del partido. Su anterior candidato, Francisco Xavier do Amaral se volvió a presentar, aunque esta vez por la Asociación Social Demócrata Timorense. Guterres y Ramos-Horta eran los favoritos según las encuestas.
Del resto de candidatos destacaba Fernando de Araújo, del Partido Democrático, segunda fuerza en el Parlamento. Otros candidatos fueron João Carrascalao de la Unión Democrática Timorense, Avelino Coelho da Silva del Partido Socialista de Timor, Manuel Tilman de la Asociación de Héroes Timorenses y la diputada Lúcia Lobato del Partido Social Demócrata.

## Campaña electoral
La campaña electoral, para la primera vuelta, comenzó el 23 de marzo y finalizó el 6 de abril. El principal tema de la campaña fue el de la seguridad, por la rebelión abierta de Alfredo Reinado y el caso de Rogério Lobato, exministro de interior en prisión por entregar armas civiles. La misión de la ONU vigiló el desarrollo de los comicios y al inicio de la campaña, Atul Khare, Secretario General de la ONU en Timor Oriental, declaró que el proceso de registro de votantes se realizaba sin incidencias.
La cercanía con las elecciones legislativas también marcó la agenda política. El presidente Xanana, creó su propio partido, el Congreso Nacional de Reconstrucción de Timor del Este, y otros partidos se unieron en un coalición que pretendía aislar al partido mayoritario, el Fretilin.